# 土门 (长篇小说)
《土门》，贾平凹的长篇小说。

## 角色
主人公“成义”，当地中国共产党乡村官僚，思想保守，反对城镇化，他为了保护土地而阻扰城镇化各种举措，最后，成义筹集资金，去盗取秦皇兵马俑，被警察逮捕到，枪毙了。

## 内容
村主任“成义”，为了农民和家乡的土地，顽固地抗拒农村城镇化，为了“集体利益”，他决心做一件惊天动地的事情——盗取秦皇兵马俑文物，不料被警察逮捕，枪毙结束。

## 角色
- 梅梅：未婚已成年女子，言谈举止有点儿乡村泼妇风范。

- 成义：中共乡村官僚，保守、守旧，顽固拒绝城镇化，因盗取秦皇兵马俑文物被逮捕而遭到枪毙。

- 眉子

- 云林爷

- 范景全

## 主题和风格
《土门》讲述了中国大陆的农村城市化，叙述中国大陆迈向工业文明时农业文明的反弹，描写主人公“成义”这个中共乡村官僚荒唐的保护土地的举措，抨击了阻扰改革开放的保守势力，警示“改革的步伐是任何力量都无法阻挡的。”
也许由于作者担心读者看不出该长篇小说的思想，作者点出了一些，如“落后乡村文化对城市化的抵抗、拒绝和失败”、“城市化进程中的矛盾冲突、困惑和无奈”等。

## 译著
日本版本名叫“日语：”，由吉田富夫翻译，1997年11月由中央公论社出版。